# Siège de Toruń (1703)
Pour les articles homonymes, voir Siège de Toruń.
Grande guerre du Nord
Batailles
- Riga I
- Narva I
- Daugava
- Rauge
- Erastfer
- Kliszów
- Hummelshof
- Nöteborg
- Saladen
- Pułtusk
- Jēkabpils
- Narva II
- Poznań
- Punitz
- Gemauerthof
- Varsovie
- Hrodna
- Fraustadt
- Kletsk
- Kalisz
- Holowczyn
- Malatitze
- Lesnaya
- Poltava
- Perevolochna
- Helsingborg
- Viborg
- Riga II
- Baie de Køge
- Fladestrand
- Gadebusch
- Bender
- Pälkäne
- Storkyro
- Hangö Oud
- Fehmarn Bält
- Rügen
- Kristiania (Oslo)
- Stralsund
- Dynekilen
- Osel
- Stäket
- Grengam

Le siège de Toruń se déroule du 26 mai au 14 octobre 1703, dans le cadre de la Grande guerre du Nord. L'armée suédoise du roi Charles XII assiège la ville polonaise de Toruń, qui est défendue par une garnison saxonne. Cette dernière se rend au bout de quatre mois et demi.